# Enrico Tirabassi
Enrico Tirabassi (Modena, 11 gennaio 1896 – Jugoslavia, 26 novembre 1941) è stato un calciatore e allenatore di calcio italiano, di ruolo attaccante.

## Carriera
Cresciuto nel Modena, dove disputa le prime partite (una sola presenza in prima squadra), arriva all'Atalanta nel 1914 con la quale debutta in prima squadra nei campionati a cavallo della prima guerra mondiale.
La parte migliore della sua carriera si sviluppa con i colori neroazzurri, vestiti per tre stagioni, intervallate dalla prima guerra mondiale. Non è tuttavia possibile quantificarne le presenze a causa della carenza di archivi storici.
Negli annali resta il suo gol che fissò il risultato sul 2-0 nello spareggio tra Atalanta e Bergamasca del 1920.
Al termine dell'attività agonistica ricopre l'incarichi di allenatore della squadra riserve nella stessa società bergamasca, diventandone tecnico della prima squadra nella stagione 1928-1929 quando subentrò a Imre Payer.
Muore durante la seconda guerra mondiale in Albania.